# Bettingbergtunnel
Der Bettingbergtunnel ist ein heute ungenutzter Eisenbahntunnel der stillgelegten Bahnstrecke Lohr–Wertheim. Die Länge des Tunnels beträgt 730 Meter. Der Tunnel steht unter Denkmalschutz.

## Verlauf

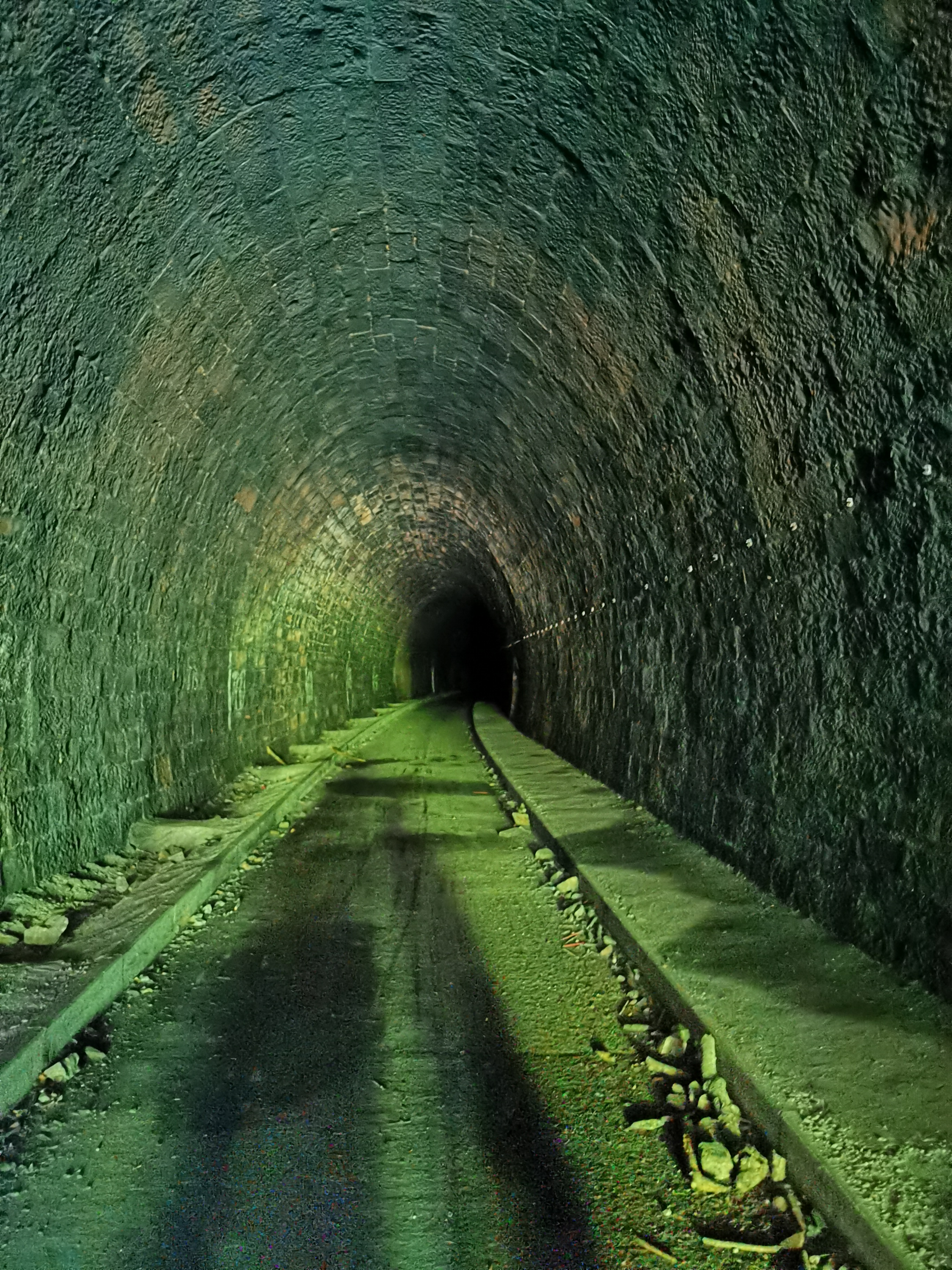
Im Bettingbergtunnel in der Nähe des Südwestportals

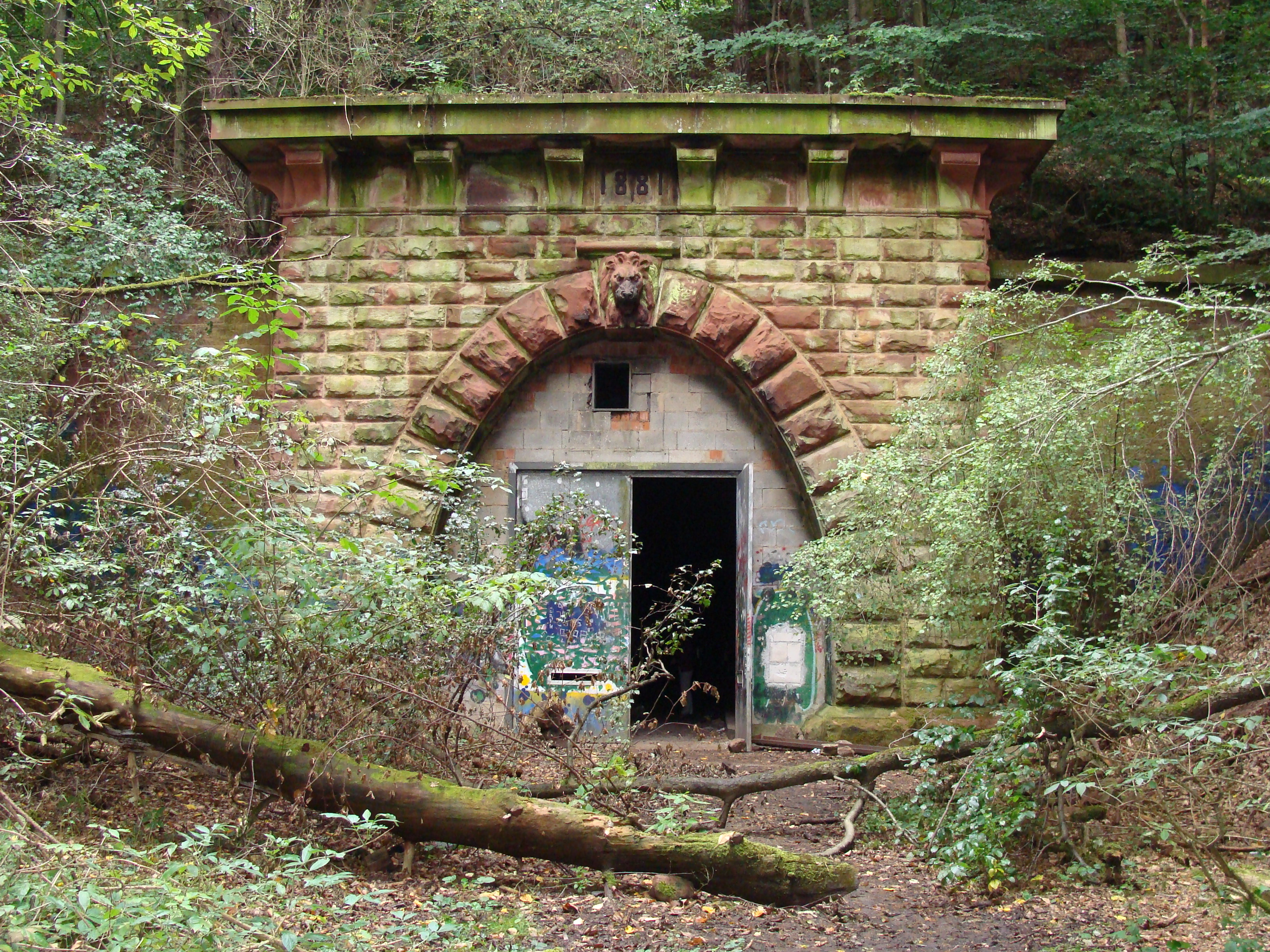
Südwestportal

Das Nordostportal befindet sich auf dem Gebiet der Gemarkung Kreuzwertheim des Marktes Kreuzwertheim auf 165 m ü. NN (Lage) bei Streckenkilometer 32,3. Nach etwa 190 Metern gelangt der Tunnel unter die Gemarkung Trennfeld des Marktes Triefenstein. Nach etwa weiteren 480 Metern gelangt er wieder für etwa 70 Meter unter die Gemarkung Kreuzwertheim und endet am Südwestportal auf 160 m ü. NN (Lage). Der Tunnel unterquert die Scharte zwischen Bettingberg und Eichberg. Die Strecke der Ostspessartbahn folgte durch den Bettingbergtunnel nicht dem Verlauf des Mains, sondern kürzte die südöstlich liegende Mainschleife ab.

## Geschichte
Der Bau des Tunnels wurde 1879 begonnen und im Oktober 1881 vollendet. Von einer Quelle aus dem Bettingbergtunnel wurde bis 1882 eine Zuleitung zur Wasserversorgung der Stadt Wertheim errichtet. Im Jahre 1976 wurde die Strecke durch den Tunnel stillgelegt. Über beiden Portalen ist ein steinerner Löwenkopf angebracht.

## Heutige Nutzung
Nach der Aufgabe des Bahnverkehrs wurde der Tunnel für einige Zeit in der Mitte der 1980er Jahre von Mercedes-Benz als Versuchsort für den Spurbus genutzt. Jedoch kam es zu einem Brand, weswegen diese Forschungen dort aufgegeben wurden. Noch heute sind in dem geknickt verlaufenden Tunnel Brandspuren sowie im westlichen Teil bis zur etwa in der Mitte vorhandenen Trennwand der von Mercedes-Benz betonierte Gehweg vorhanden.
Einige Zeit lang existierte der Plan, den Tunnel als Radweg von Kreuzwertheim nach Trennfeld umzubauen. Zwischen Gemeinde und Naturschutzverbänden wurde auch eine Öffnung des Tunnels für Wanderer und Touristen diskutiert. Dies wurde jedoch wieder verworfen, weil das Bauwerk als wichtige Überwinterungsstätte für Mopsfledermäuse vom 1. Oktober bis 30. April nicht zugänglich ist.